# SM i hembryggd öl
SM i hembryggd öl, Svenska mästerskapet i hembryggd öl, avgörs varje år i Svenska hembryggareföreningens regi.

## Regler
Bedömningen av de tävlande ölen sker av examinerade öldomare. För att göra bedömningen möjlig tävlar ölen i elva olika huvudklasser, som är uppdelade i (per 2020) 84 underklasser, enligt de publicerade öltypsdefinitionerna.
Domarna utser medaljörer i varje huvudklass, och till sist även en totalvinnare som blir Svensk mästare i hembryggd öl.
Utöver detta bedöms även de öl som bjuds ut på SM-dagen av publiken i tävlingen folkets val, med något mindre strikta regler än för domartävlingen.

## Kronologi
SM i hembryggd öl har arrangerats varje år sedan 1989.
- 2008 råkade tävlingen på juridiska hinder[3], men kunde ändå hållas.
- 2020 skulle tävlingens publika del hållits i Göteborg, men ställdes in på grund av Coronapandemin. Istället hölls enbart en domartävling.[4]
- 2021 inställdes tävlingen helt.[5]
- 2022 råkade tävlingen återigen på juridiska hinder, men nu ställdes den publika delen in p.g.a. detta[6] Däremot ska en domartävling hållas.[7][8]

## Vinnare "Svensk mästare"
| År   | Ort        | Datum      | Svensk mästare                                            | Vinnande öltyp          |
| ---- | ---------- | ---------- | --------------------------------------------------------- | ----------------------- |
| 1989 | Stockholm  |            | Lars Holm                                                 | Stark Ale               |
| 1990 | Stockholm  |            | Tony Dahlgren                                             | Stark Ale, Brittisk Typ |
| 1991 | Stockholm  |            | Håkan Lundgren                                            | Brown Ale               |
| 1992 | Stockholm  |            | Per Antonsson och Ulf Hedlund                             | Stout                   |
| 1993 | Stockholm  |            | Patrick Holmqvist                                         | Barley Wine             |
| 1994 | Östersund  | 1994-05-14 | Karl Jonas Almerlöv                                       | Starka Specialöl        |
| 1995 | Stockholm  | 1995-04-08 | Hjalmar Björling                                          | Rauchbier               |
| 1996 | Hultsfred  | 1996-04-13 | Robert Bush Sjöbom                                        | Bitter                  |
| 1997 | Stockholm  | 1997-04-12 | Hjalmar Björling                                          | Veteöl                  |
| 1998 | Söderhamn  | 1998-04-04 | Thomas Mattsson                                           | Münchener Helles        |
| 1999 | Stockholm  | 1999-03-27 | Jakob Carlström                                           | Veteöl                  |
| 2000 | Göteborg   | 2000-04-08 | Jessica Heidrich, Peter Högström                          | Barley Wine             |
| 2001 | Stockholm  | 2001-04-07 | Kenneth och Susanne Johansson                             | Stout                   |
| 2002 | Malmö      | 2002-04-06 | Erik Rönnqvist                                            | Stout                   |
| 2003 | Stockholm  | 2003-04-05 | Jessica Heidrich, Peter Högström                          | Scottish Heavy Ale      |
| 2004 | Bollnäs    | 2004-04-03 | Jessica Heidrich, Peter Högström                          | Eisbock                 |
| 2005 | Stockholm  | 2005-04-16 | Jessica Heidrich, Peter Högström                          | Imperial Stout          |
| 2006 | Kalmar     | 2006-04-01 | Brinken Brothers                                          | Belgisk Dubbel          |
| 2007 | Stockholm  | 2007-04-21 | Charles Cassino                                           | Imperial Stout          |
| 2008 | Lövstabruk | 2008-04-26 | Thomas Dalerstedt                                         | Engelsk Pale Ale        |
| 2009 | Stockholm  | 2009-04-04 | Peter Högström                                            | Belgisk Wit             |
| 2010 | Göteborg   | 2010-04-24 | Rick Lindqvist, Tomas Lundqvist och Magnus Alström        | Dubbel IPA              |
| 2011 | Stockholm  | 2011-05-07 | Janne Sandström och Per Andersson                         | Barley Wine             |
| 2012 | Uppsala    | 2012-05-26 | Jakob Carlström                                           | Geuze                   |
| 2013 | Eskilstuna | 2013-04-27 | Anders Wendler                                            | Schwarzbier             |
| 2014 | Linköping  | 2014-04-05 | Rick Lindqvist, Tomas Lundqvist och Magnus Alström        | IPA                     |
| 2015 | Stockholm  | 2015-05-09 | Staffan Högfeldt                                          | Scottish strong ale     |
| 2016 | Malmö      | 2016-04-30 | Niklas Stenlås, Torbjörn Andersson                        | Trippel Bock            |
| 2017 | Stockholm  | 2017-03-25 | Michael Mackiewicz                                        | Mild Lager              |
| 2018 | Norrköping | 2018-05-05 | Thore Paulsson                                            | Belgisk Wit             |
| 2019 | Stockholm  | 2019-04-13 | Henrik Kristedal, Pernilla Zackrisson                     | Brittisk Brown Ale      |
| 2020 | -          | 2020-05-10 | Jonas Carlfjord                                           | Dubbelbock              |
| 2021 | -          | (inställt) | (ingen domartävling)                                      | -                       |
| 2022 | -          | (inställt) | Erik Rova med ölet "Tre Vänner Åkerbär"                   | (Syrlig öl)             |
| 2023 | Stockholm  | 2023-04-29 | Fredrik Olsson och Mikael Andersson med ölet "Smokepeace" | Rökbock                 |
| 2024 | Linköping  | 2024-04-27 | Magnus Vasilis med ölet "Tant Brun med körsbär"           | Fruklambic              |
| 2025 | Stockholm  | 2025-05-10 | -ej klart                                                 |                         |